# Contre la loi
Pour plus de détails, voir Fiche technique et Distribution.
Contre la loi (titre original : Contro la legge) est un film italien réalisé par Flavio Calzavara, sorti en 1950.

## Fiche technique
- Titre original : Contro la legge
- Titre français : Contre la loi
- Réalisation : Flavio Calzavara
- Scénario : Flavio Calzavara, Pietro Germi, Giuseppe Mangione, Calogero Marrocco et Guglielmo Santangelo
- Photographie : Giovanni Vitrotti
- Montage : Marcella Gengarelli
- Musique : Franco Casavola
- Pays de production :  Italie
- Format : Noir et blanc — 35 mm — 1,37:1 — Son : Mono
- Genre : Film policier
- Durée : 75 minutes
- Date de sortie : 1950

## Distribution
- Marcello Mastroianni : Marcello Curti
- Fulvia Mammi : Maria
- Renato Malavasi : Peppino
- Tino Buazzelli : le commissaire
- Angelo Canova : Grigio
- Paolo Panelli : Tremolino
- Miranda Campa : la signora Curti
- Maria Teresa Albani